# Боливија на Летњим олимпијским играма 1964.
Боливија је после дебитовања на Олимпијским играма 1936. у Берлину и пропуштања следећих четири, други пут учествовала на Олимпијским играма 1964. у Токију, Јапан. Учествовала је са једним такмичарем, који се такмичио у кајаку на мирним водама.
Бливија на овим играма није освојила ниједну медаљу.

## Кајак/Кану

### Мирне воде

#### Мушкарци
| Кајакаш            | Дисциплина  | Група   | Група         | Репасаж | Репасаж   | Полуфинале       | Полуфинале       | Финале           | Финале  | Детаљи |
| Кајакаш            | Дисциплина  | Време   | Место         | Време   | Место     | Време            | Место            | Време            | Место   | Детаљи |
| ------------------ | ----------- | ------- | ------------- | ------- | --------- | ---------------- | ---------------- | ---------------- | ------- | ------ |
| Fernando Inchauste | К-1 1.000 м | 5:48,74 | 6 у др. 2 КВр | 6:07,70 | 3 у рп. 2 | Није се пласирао | Није се пласирао | Није се пласирао | 15 / 19 |        |